# Лобанов, Александр Сергеевич (Герой Социалистического Труда)
Александр Сергеевич Лобанов (10 января 1926 год, деревня Большая Крутая, Омутинский район, Тюменская область — 14 декабря 1974 года, Свердловск-45, Свердловская область) — передовик производства, электромонтажник комбината «Электрохимприбор», Герой Социалистического Труда (1962).

## Биография
Родился 10 января 1926 года в рабочей семье в деревне Большая Крутая Омутинского района Тюменской области. С 1933 года проживал в Свердловске. После окончания средней школы работал на Уральском заводе тяжёлого машиностроения. В 1943 году был призван на фронт. Участвовал в сражениях Великой Отечественной войны, во время которых получил два ранения. В 1950 году был направлен для работы на комбинат «Электрохимприбор» Министерства среднего машиностроения СССР в Свердловск-45. На этом предприятии совершил рабочую карьеру. Работал электрослесарем-сборщиком, электромонтажником 7 разряда и бригадиром электромонтажников. Бригада, руководимая Александром Лобановым, занималась сборкой оборонной техники и неоднократно перевыполняла план. За выдающиеся достижения в трудовой деятельности был удостоен в 1962 году звания Героя Социалистического Труда.
Скончался 14 декабря 1974 года.

## Награды
- Герой Социалистического Труда — указом Президиума Верховного Совета СССР от 7 марта 1962 года
- Орден Ленина (1962)
- Медаль «За отвагу»
- Медаль «За победу над Германией в Великой Отечественной войне 1941—1945 гг.»